# 阿烏斯戰役
阿烏斯戰役（Battle of the Aous），發生在前198年，是馬其頓王國與羅馬在第二次馬其頓戰爭的一場戰役，地點靠近今日阿爾巴尼亞的台佩萊納，是第二次馬其頓戰爭中第一場影響戰局的重要戰役。

## 背景
前200年第二次馬其頓戰爭爆發後，一支羅馬軍隊於亞得里亞海東邊的阿波羅尼亞登陸，並在隨後幾年內侵犯西馬其頓。馬其頓國王腓力五世為了防止前199年羅馬軍隊進犯的事情再度發生，於前198年率領一支大軍前往安提柯尼亞附近的阿烏斯河河谷防守，那裏是通往西馬其頓的重要道路。
羅馬指揮官普布利烏斯·維利烏斯·塔普魯斯決定進軍並與腓力五世決戰，當他進軍離馬其頓軍約八公里處，下任羅馬執政官提圖斯·昆克蒂烏斯·弗拉米寧前來接手統帥權。弗拉米寧對於希臘事務相當了解，在他接手後開始與腓力五世直接談判。此時，腓力五世終於意識到羅馬在第二次布匿戰爭戰後，所集中強大軍勢的可怕，因此有意願接受戰前羅馬的條件—放棄馬其頓在最近征服的色雷斯和小亞細亞領土。
然而對於腓力相當不幸，羅馬人對於這些和約條款不感任何興趣，因為羅馬參與這場戰爭的主因是要削弱馬其頓的勢力，羅馬並未忘記腓力五世曾在第二次布匿戰爭中向羅馬宣戰。因此，弗拉米寧要求放棄馬其頓王國已經統治150年左右的色薩利地區。這要求讓腓力完全無法接受，結束這次和談會議。

## 戰役
為了擊敗馬其頓堅強的防線，羅馬在當地政治家卡羅普斯幫助下，4,300名羅馬士兵靠著嚮導繞過馬其頓的防線，占據附近有利的地勢並把馬其頓軍斷絕在山谷中。腓力五世立即了解到自己陷入危險當中，為了撤退急忙強行突破，這場激戰讓馬其頓軍損失2,000名士兵以及全部的物資，並讓色薩利暴露在羅馬的攻擊下。 
隨著阿烏斯戰役結束，羅馬進軍色薩利並占領許多城鎮，然後轉向南方的科林斯海灣過冬。這場勝利讓亞該亞同盟對於與羅馬結盟的決定更加堅定，使亞該亞同盟中止長期以來與馬其頓的盟約。